# كيري دينين
كيري دينين (بالإنجليزية: Kerry Dineen)‏ هو لاعب كرة قاعدة أمريكي، ولد في 1 يوليو 1952 في إنغلوود في الولايات المتحدة، وتوفي في 21 نوفمبر 2015 في هندرسون في الولايات المتحدة بسبب سرطان.

## وصلات خارجية
- كيري دينين على موقع دوري كرة القاعدة الرئيسي (الإنجليزية)
- كيري دينين على موقعبيزبول رفرنس.كوم (الدوري الرئيسي) (الإنجليزية)
- كيري دينين على موقعبيزبول رفرنس.كوم (الدوري الثانوي) (الإنجليزية)
- كيري دينين على موقع إي إس بي إن.كوم (أم.أل.بي) (الإنجليزية)
- كيري دينين على موقع مشجعي الرسوم البيانية (الإنجليزية)